# Ехсан Гаем Магамі
Ехсан Гаем Магамі (перс. احسان قائم مقامی нар. 11 січня 1983) — іранський шахіст, гросмейстер від 2001 року. Володар найвищого рейтингу (2633) серед іранських шахістів. 2009 року виграв матч проти колишнього чемпіона світу Анатолія Карпова з рахунком 10,5:9,5. Той матч складався з 20 партій: 4 з класичним контролем часу, 4 швидкі та 12 бліц-партій. Додатковою умовою було те, що партії мали закінчитись або матом, або мертвою нічиєю.

## Досягнення для книги рекордів Гіннеса
Ехсан Гаем Магамі провів сеанс одночасної гри проти 614 суперників.
Це змагання відбулось в університеті Шахід Бехешті в Тегерані. Ігри почалися у вівторок 8 лютого 2011 року о 10 год. 10 хв. і тривали більш як 25 годин.
Під час цього сеансу Магамі подолав пішки понад 56 кілометрів. Із 614 партій він був переможцем у 590, у 16 боротьба завершилась миром, у 8 перемогу святкували суперники. Таким чином він виконав умову, що для потрапляння до книги рекордів Гіннеса потрібно понад 90 відсотків перемог.

## Зміни рейтингу
| На цьому місці має відображатися графік чи діаграма, однак з технічних причин його відображення наразі вимкнено. Будь ласка, не видаляйте код, який викликає це повідомлення. Розробники вже працюють для того, щоби відновити штатне функціонування цього графіка або діаграми. | |
| | На цьому місці має відображатися графік чи діаграма, однак з технічних причин його відображення наразі вимкнено. Будь ласка, не видаляйте код, який викликає це повідомлення. Розробники вже працюють для того, щоби відновити штатне функціонування цього графіка або діаграми. |